# Paul Westerberg

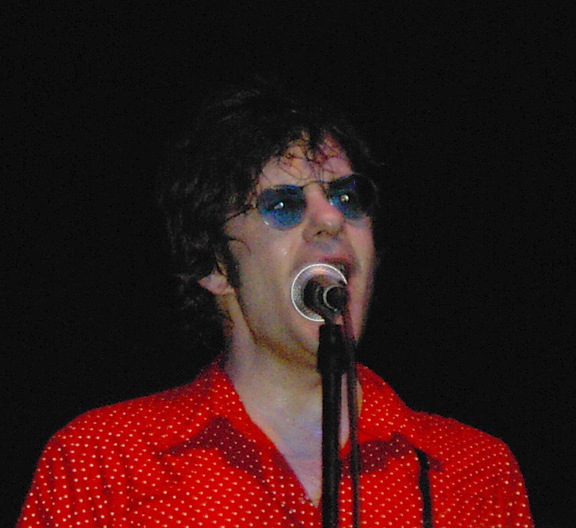
Paul Westerberg, 2005

Paul Westerberg (* 31. Dezember 1959 in Minneapolis, Minnesota, USA) ist ein US-amerikanischer Sänger, Gitarrist und Songschreiber, der v. a. durch seine Tätigkeit als Sänger der Band The Replacements bekannt geworden ist. Als Solokünstler ist er auch unter dem Namen Grandpaboy aufgetreten.

## Leben
Paul Westerberg gehörte zur Gründungsformation der Replacements, die sich in der Musikszene der Twin Citys (Minneapolis, St. Paul) schnell einen Namen machten. Als Sänger, Gitarrist und Hauptsongschreiber hatte Westerberg einen großen Anteil an diesem Erfolg. Dieser Erfolg schlug sich jedoch nicht in den Verkaufszahlen ihrer Alben nieder. Das letzte Album der Replacements, All Shook Down, wurde 1990 von Westerberg mit Studiomusikern eingespielt; er wurde aber überzeugt, dieses Album noch als Replacements-Album herauszubringen. 1991 löste sich die Band schließlich auf, und Westerberg startete seine Solokarriere.
Seine ersten zwei Songs (Dyslexic Heart, Waiting for Somebody) erschienen auf dem von ihm zusammengestellten Soundtrack zum Film Singles – Gemeinsam einsam, wenig später folgte sein erstes komplettes Soloalbum 14 Songs, welches gemischte Reaktionen unter Musikkritikern hervorrief. Auch das nächste Album war kein kommerzieller Erfolg und Westerberg wechselte von Reprise Records zu Capitol Records.  In dieser Zeit des Wechsels erschien sein erstes Album unter dem Namen Grandpaboy bei einem Independent-Label.
1999 erschien Suicaine Gratifaction, sein erstes Album für Capitol; allerdings waren bei diesem Label zu diesem Zeitpunkt Umstrukturierungsmaßnahmen im Gange, daher wurde für sein Album wenig Promotion betrieben und wegen des dadurch ausbleibenden kommerziellen Erfolges wurde Westerberg aus seinem Vertrag entlassen. Er verschwand daraufhin aus der Musikszene bis zum Jahre 2002.
2002 kündigte er sein Stereo/Mono-Projekt an, ursprünglich ein Doppelalbum mit einer Platte in Mono und einer in Stereo. Er entschloss sich, die Mono-Platte unter dem Namen Grandpaboy herauszubringen und eine Tournee daran anzuschließen. Danach folgten weitere Veröffentlichungen auf Vagrant Records und eine Dokumentation über ihn unter dem Titel Come Feel Me Tremble. 2005 erschien eine Best-Of-Platte; zur Vorbereitung einer Best-Of-Platte der Replacements kam es auch zu einer teilweisen Wiedervereinigung seiner früheren Band. Mit Tommy Stinson, Chris Mars und Studiomusiker Josh Freese nahm er zwei neue Songs als Replacements auf.
2015 listete der Rolling Stone Westerberg auf Rang 92 der 100 größten Songwriter aller Zeiten.

## Diskografie
(zu Veröffentlichungen der Replacements siehe dort)
- 1993: 14 Songs
- 1996: Eventually
- 1997: Grandpaboy, EP
- 1999: Suicaine Gratifaction
- 2002: Mono
- 2002: Stereo
- 2003: Dead Man Shake
- 2003: Come Feel Me Tremble
- 2004: Folker
- 2005: Besterberg: Best Of Paul Westerberg